# Оземблув
Оземблув (пол. Oziębłów) — село в Польщі, у гміні Бацьковиці Опатовського повіту Свентокшиського воєводства.
Населення — 162 особи (2011).
У 1975-1998 роках село належало до Тарнобжезького воєводства.

## Демографія
Демографічна структура на день 31 березня 2011 року:
|          | Загалом | Допрацездатний вік | Працездатний вік | Постпрацездатний вік |
| -------- | ------- | ------------------ | ---------------- | -------------------- |
| Чоловіки | 84      | 13                 | 60               | 11                   |
| Жінки    | 78      | 9                  | 43               | 26                   |
| Разом    | 162     | 22                 | 103              | 37                   |